# Загадочное ночное убийство собаки
«Зага́дочное ночно́е уби́йство соба́ки» (англ. The Curious Incident of the Dog in the Night-Time) — роман британского писателя Марка Хэддона, выпущенный в 2003 году. Главный герой романа — Кристофер Джон Френсис Бун — 15-летний мальчик с расстройством аутистического спектра. После выхода романа стало распространяться мнение, что роман даёт точное представление о сознании человека с аутизмом, причём некоторые особенности поведения мальчика указывают на то, что у него синдром Аспергера (в книге ни один из этих терминов не упомянут). В 2009 году Марк Хэддон опроверг эти домыслы, заявив в своём блоге, что он не является специалистом ни по аутизму, но по синдрому Аспергера, и в книге не описано никакое конкретное расстройство, а скорее ощущение себя изгоем, не таким, как все, способность видеть мир под необычным для остальных углом.
В 2003 году книга вышла на русском языке в издательстве «Росмэн» (перевод Анастасии Куклей).

## Сюжет
Пятнадцатилетний Кристофер Джон Френсис Бун живёт в городе Суиндон (графство Уилтшир, Великобритания) со своим отцом, Эдом Буном. По словам отца, мать Кристофера умерла от сердечного приступа в больнице около двух лет назад.
Однажды Кристофер обнаруживает в саду мёртвое тело соседской собаки по имени Веллингтон с воткнутыми в неё садовыми вилами. Он решает расследовать убийство, несмотря на запреты отца. Мальчик начинает писать книгу об убийстве собаки, куда тщательно записывает все свои мысли. В ходе расследования он знакомится с соседями, которых до этого не знал, хотя и жил с ними на одной улице. От одной из соседок, пожилой миссис Александер, Кристофер узнаёт о том, что его мать изменяла отцу с мистером Ширсом — мужем хозяйки убитой собаки. Позже Кристофер находит письма матери и узнаёт, что на самом деле она не умерла, а сбежала с мистером Ширсом и теперь живёт в Лондоне.
Отец Кристофера признаётся, что собаку убил он. Кристофер сбегает из дома и сам добирается до матери, преодолевая множество препятствий. Поначалу он остаётся жить у матери и её нового мужа, но мистер Ширс всё больше выражает недовольство от присутствия Кристофера, и в результате мать с сыном возвращаются в Суиндон. Когда мать находит работу, они с Кристофером переселяются жить в съёмную квартиру.
Кристоферу позволяют сдать экзамены по математике, о чём он давно мечтал, и он получает отличный результат. Отец пытается вернуть его доверие и даже дарит ему щенка. Кристофер мечтает, что со временем сдаст и другие экзамены, окончит университет, станет учёным, снимет жильё и будет жить так, как ему нравится, потому что ему уже удалось справиться со многими трудностями и «теперь он может всё».

## Премии
- 2003 — Уитбредовская премия
- 2004 — премия Boeke[англ.] (премия в Южной Африке, по образцу британского «Букера»)[5]

## Экранизации
За год до выхода книги в свет Брэд Питт приобрёл опцион на её экранизацию.
Сценаристом и режиссёром должен был выступить Стив Кловис, известный по своей работе над сценариями экранизаций книг о Гарри Поттере. Тем не менее фильм так и не был снят.
В 2019 году вышел индийский фильм на языке бенгали «Киа и Космос» о девочке-аутистке, которая расследует смерть кота: фильм снят по мотивам романа, хотя гендерные роли изменены (например, главная героиня живёт с матерью), а действие перенесено в Индию.